# دار الجديد
أحدث التغييرات

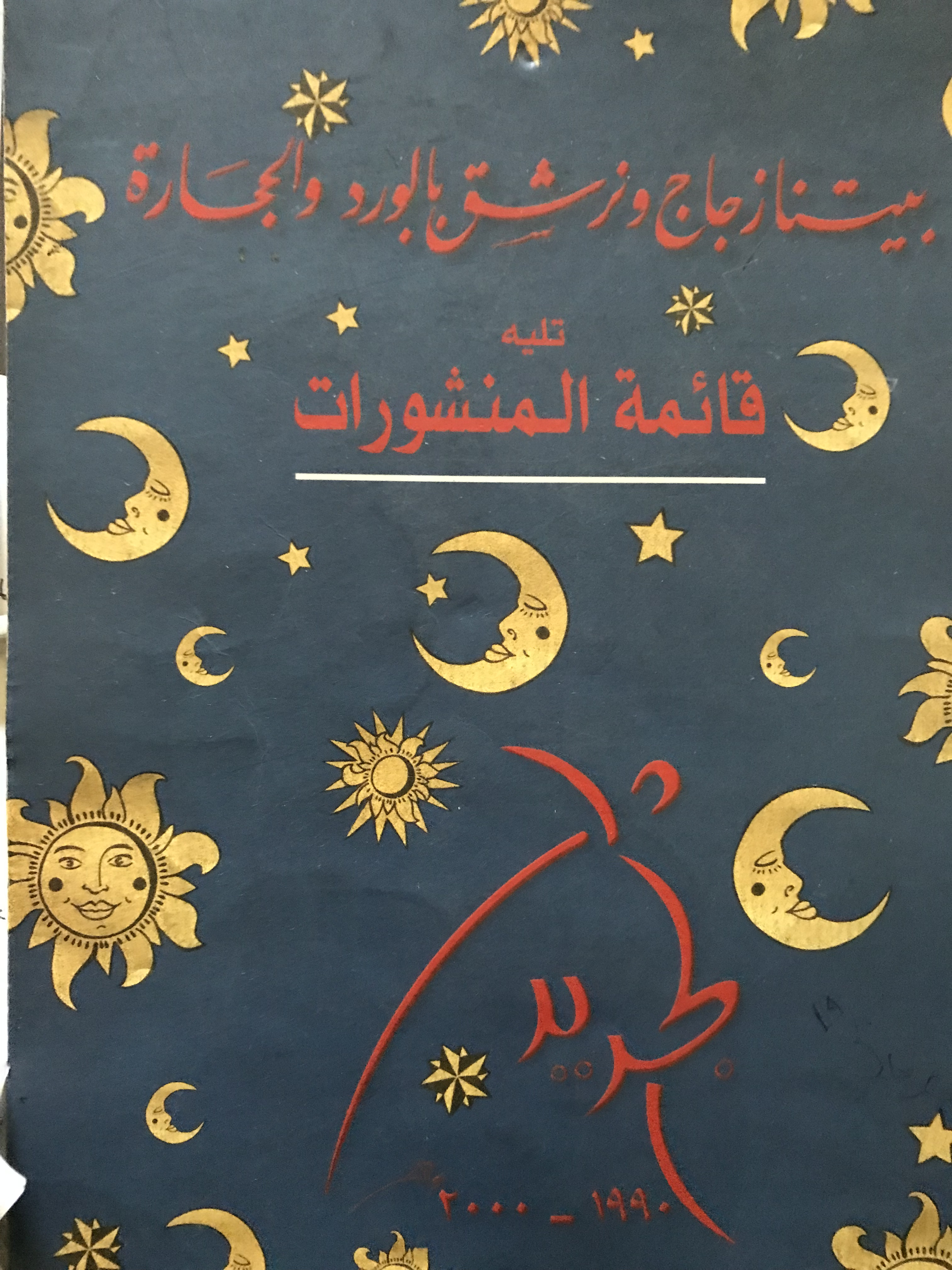
قائمة مطبوعات دار الجديد من سنة 1990 - 2000

دار الجديد هي دار نشر لبنانية تأسست عام  1990، أصدرت العديد من المنشورات الأدبية والكتب والروايات العربية، كما شاركت في العديد من معارض الكتاب المحلية والدولية.

## تاريخ الدار
أسس لقمان سليم و شقيقته رشا الأمير  دار الجديد في لبنان عام 1990. كان الهدف من نشأة الدار هو خدمة القضايا الأدبية والسياسية والسير والمذكرات والفكر وحرية التعبير والفكر.  يوم 3  فبراير 2021، اُغْتِيلَ مؤسس الدار لقمان سليم بعد حملة من التهديدات والترهيب. فازت الدار بعدة جوائز عالمية منها جائزة فولتير عام 2021، والتي تم تسليمها من قبل لجنة حرية النشر التابعة لاتحاد الناشرين الدوليين، وأيضاً جائزة الشيخ زايد للكتاب فرع النشر والتقنيات الثقافية لعام 2021م.

## مجالات الدار
تتنوع إصدارات الدار وتغطي موضوعات مختلفة على رأسها التاريخ، وقد أصدرت الدار أعمال متنوعة في مجالات مختلفة منها:
- الدراسات النقدية
- الكتب الدينية
- الشعر
- أدب الرحلات
- المجموعات القصصية
- الروايات (تاريخية - اجتماعية - بوليسية - فلسفية - رعب نفسي).
- كتب الأطفال
- المقالات والخواطر
- التسويق

## مساهمات ثقافية
تنشر دار الجديد للعديد من الكتاب والأدباء العرب ومنهم: إنعام كجه جي والتي وصلت روايتها الصادرة عن دار الجديد «النبيذة» للقائمة القصيرة في الجائزة العالمية للرواية العربية لعام 2019، وزاهي وهبي، وعلاء خالد.

## الجوائز
- جائزة «بريكس فولتير» عام 2021م.[8]
- جائزة الشيخ زايد للكتاب - فرع النشر والتقنيات الثقافية لعام 2021م.[1]

## وصلات خارجية
- الموقع الرسمي لدار الجديد للنشر والتوزيع